# Абелья, Диего
Диего Абелья Кальеха (исп. Diego Abella Calleja; род. 22 октября 1998, Кордова, Веракрус) — мексиканский футболист, защитник.

## Клубная карьера
Абелья — воспитанник клуба «Толука». 13 января 2018 года в матче против «Пуэблы» он дебютировал в мексиканской Примере. Летом 2019 года Абелья на правах аренды перешёл в «Пуэблу». 20 июля в матче против «Тихуана» он дебютировал за новую команду. 9 ноября в поединке против «Монаркас Морелия» Диего забил свой первый гол за «Пуэблу».

## Международная карьера
В 2019 году в составе олимпийской сборной Мексики Абелья принял участие в Панамериканских играх в Перу. На турнире он сыграл в матчах против команд Панамы и Уругвая.